# Taveiro
Taveiro era una freguesia portuguesa del municipio de Coímbra, distrito de Coímbra.

## Etimología
Según E. Bascuas, el topónimo "Taveiro", al igual que el español "Talavera", sería derivado de la base paleoeuropea *tal-, derivada de la raíz hidronímica indoeuropea *tā- "derretirse, fluir".

## Geografía
Situada en el extremo occidental del municipio de Coímbra, limitando con los de Montemor o Velho al oeste y Condeixa a Nova al sur, Taveiro era una de las pocas freguesias portuguesas de territorio discontinuo, pues contaba con un pequeño exclave, el lugar de Carregais, incluido dentro del territorio de la freguesia vecina de Ribeira de Frades. La localidad Taveiro fue elevada a la categoría de vila el 28 de enero de 2005.

## Historia
Fue suprimida el 28 de enero de 2013, en aplicación de una resolución de la Asamblea de la República portuguesa promulgada el 16 de enero de 2013 al unirse con las freguesias de Ameal y Arzila, formando la nueva freguesia de Taveiro, Ameal e Arzila, manteniéndose el exclave de Carregais, ahora dentro del territorio de la freguesia de São Martinho do Bispo e Ribeira de Frades.

## Patrimonio
En el patrimonio histórico-artístico de la antigua freguesia destaca su iglesia parroquial, dedicada a San Lorenzo, construida en el siglo XVII y remodelada en el siglo siguiente.